# 沙尔姆 (阿列省)
沙尔姆（法語：Charmes，法語發音：[ʃaʁm] ⓘ）是法国阿列省的一个市镇，位于该省南部，属于维希区。

## 地理
沙尔姆（46°4'31"N, 3°15'8"E）面积8.19 平方千米，位于法国奥弗涅-罗讷-阿尔卑斯大区阿列省，该省份为法国中部省份，北起涅夫勒省、西北接谢尔省，西南至克勒兹省，南至多姆山省，东南临卢瓦尔省，东临索恩-卢瓦尔省。
与沙尔姆接壤的市镇（或旧市镇、城区）包括：比奥扎、科尼亚-利奥讷、加纳、昂德洛河畔蒙泰涅、波埃扎、埃菲亚、圣热内斯迪雷茨。

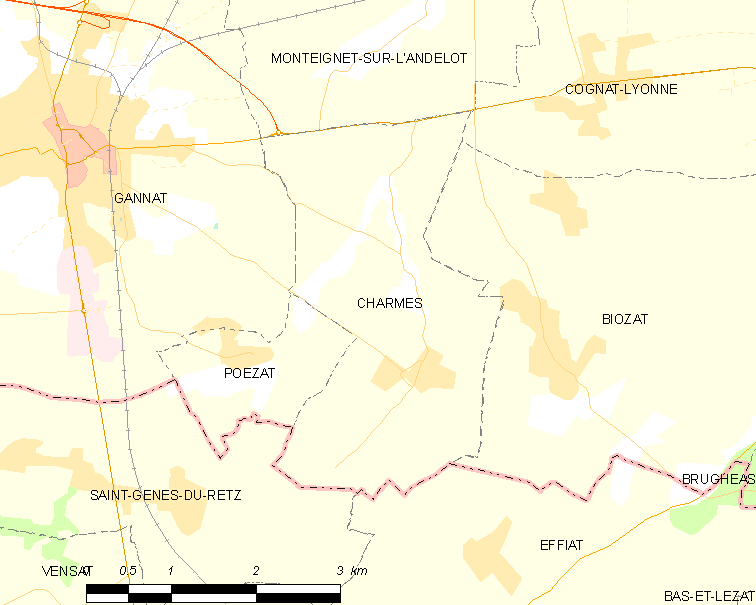
的OSM定位图

沙尔姆的时区为UTC+01:00、UTC+02:00（夏令时）。

## 行政
沙尔姆的邮政编码为03800，INSEE市镇编码为03061。

## 政治
沙尔姆所属的省级选区为加纳县。

## 人口

1962-2008年间人口变化图示

沙尔姆于2022年1月1日时的人口数量为374人。